# Interregn
Interregn reprezintă o întrerupere în  succesiunea normală a monarhilor (de exemplu regi, papi sau împărați).

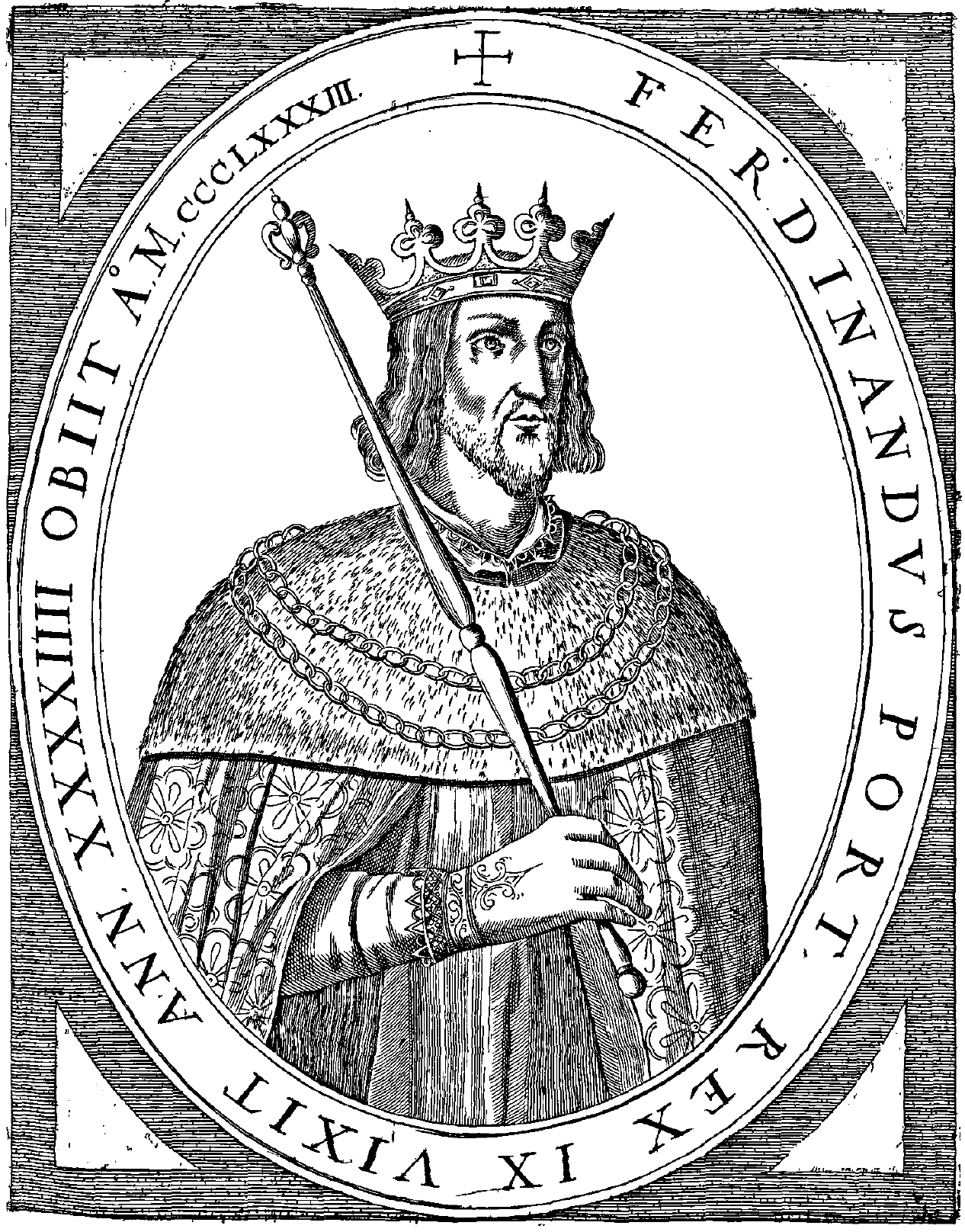
Moartea regelui Ferdinand I a marcat începutul Interegnului în Portugalia

Termenul interregn provine de la cuvântul latin interregnum care înseamnă „guvern interimar” și reprezintă o guvernare de tranziție sau perioada în care un guvern de tranziție este în vigoare. În monarhiile elective interregnul este perioada scursă între abdicarea sau dispariția unui monarh și alegerea succesorului acestuia. Interregnul este forma obișnuită utilizată în monarhii pentru evitarea apariției vidului de putere între încheierea domniei unui monarh și începutul domniei succesorului său până la reglementarea succesiunii ereditare. 
În istorie există numeroase exemple de interregn:
- în China antică, dinastia Xin („Interregnul Wang Mang” între dinastiile Han din vestul și estul Chinei) din anul 9 d. Hr. până în anul 23 d.Hr.;
- în Japonia regentul Jingū din anul 201 până în anul 269;
- în Imperiul Roman guvernarea Interrex-ului și perioada fără împărat dintre 465 și 467;
- în Regatul Longobard perioada fără rege după asasinarea lui Cleph în 574; interregnul s-a sfârșit după alegerea fiului său, Authari, ca rege al longobarzilor în 584;
- în Sfântul Imperiu Roman perioada dintre 1245/1250 de la destituirea, respectiv moartea împăratului Frederic al II-lea, până la alegerea lui Rudolf de Habsburg ca rege romano-german în 1273;
- în istoria Ducatului Austriei, perioada dintre stingerea liniei masculine a Casei de Babenberg în 1246 și alegerea lui Ottokar al II-lea Přemysl ca duce în 1256; multe surse includ și perioada cuprinsă între 1256 și 1278 ca parte a interregnului deoarece Habsburgii nu au recunoscut stăpânirea lui Ottokar al II-lea până la victoria lui Rudolf de Habsburg în Bătălia de pe Marchfeld din 1278;
- în Marca Brandenburg între 1319/1320 și 1323;
- în istoria Portugaliei, perioada dintre dispariția Casei de Burgundia și începerea domniei lui Ioan de Avis (1383 – 1385);
- în istoria otomană interregnul dintre 1402 și 1413;
- în istoria Aragonului, perioada dintre moartea lui Martin I și începerea domniei lui Ferdinand I (1410 – 1412);
- în istoria Angliei interregnul dintre domnia lui Carol I și cea a lui Carol al II-lea (1649 – 1660);
- în istoria Olandei domnia prințului Willem al VI-lea de Orania-Nassau (1 decembrie 1813 – 16 martie 1815) înainte de a fi proclamat ca rege Willem I după Congresul de la Viena;
- săptămânile de tranziție în Germania Federală condusă de un guvern executiv sau luarea deciziilor democratice deschise în parlament între două perioade de coaliție ori de guverne fixe sunt uneori denumite interregn, de exemplu perioada următoare alegerilor parlamentare din 2017 (octombrie–decembrie);[1] principiul continuității potrivit articolului 69 din Constituția Germaniei se asigură, spre deosebire de perioada unui guvern de tranziție, prin capacitatea miniștrilor de a acționa respectând Regulile de procedură ale guvernului federal și prevederile articolului 65 din Constituție, însă noi miniștri nu pot fi numiți.